# 比日夫卡
51°0′6″N 33°45′36″E / 51.00167°N 33.76000°E
比日夫卡（烏克蘭語：Біжівка）是位於烏克蘭東北部的村莊，由蘇梅州科諾托普區的布林市鎮負責管轄。該村處於比日河畔，距離莫洛季夫卡、帕西奧維尼和戈盧比3公里，海拔高度168米，2001年人口514。